# Raumordnungsverfahren
Das Raumordnungsverfahren (ROV), auch Raumverträglichkeitsprüfung genannt, gehört in Deutschland zu den klassischen Instrumenten der Raumordnung. Weitere Instrumente sind die Landesraumordnungspläne und die Raumordnungspläne für die Teilräume der Länder (Regionalpläne).
Während das Zielabweichungsverfahren ähnlich dem bauplanungsrechtlichen Dispens ein Ausnahmeinstrument für atypische Einzelfälle darstellt, die bei der Regionalplanaufstellung (noch) nicht erkennbar waren und somit bei der Zielformulierung nicht berücksichtigt wurden, dient die raumordnerische Untersagung (§ 12 ROG) wie die Veränderungssperre in der Bauleitplanung der Plansicherung.
In Österreich entsprechen die Überörtliche Raumplanung sowie die Regionale Raumplanung in etwa dem deutschen Raumordnungsverfahren, wenngleich die Ausgestaltung sich im Detail unterscheidet.

## Gesetzliche Regelung
Die Planungen und Maßnahmen, für die nach Bundesrecht ein Raumordnungsverfahren durchgeführt werden soll, ergeben sich aus § 15 ROG in Verbindung mit § 1 Nr. 1–19 der Raumordnungsverordnung. Dazu zählen etwa Anlagen zur Sicherstellung und zur Endlagerung radioaktiver Abfälle, der Bau einer Bundesfernstraße oder die Errichtung von Feriendörfern, Hotelkomplexen und sonstigen großen Einrichtungen für die Ferien- und Fremdenbeherbergung sowie von großen Freizeitanlagen. Das Verfahren für die Suche nach einem Standort in Deutschland für die Endlagerung insbesondere hochradioaktiver Abfälle ist gem. Art. 73 Abs. 1 Nr. 14 GG im Standortauswahlgesetz speziell geregelt.
Die Verpflichtung, Raumordnungsverfahren durchzuführen, gilt nicht für die Stadtstaaten Berlin, Bremen und Hamburg (§ 15 Abs. 6 Satz 1 ROG). Das Land Berlin hat jedoch gemeinsam mit dem Land Brandenburg in einem Staatsvertrag die Rechtsgrundlage für eine gemeinsame Landesplanung und für eine einheitliche Durchführung von Raumordnungsverfahren geschaffen (§ 15 Abs. 6 Satz 2 ROG). Beide Länder haben in der Gemeinsamen Raumordnungsverfahrensverordnung die einheitliche Durchführung von Raumordnungsverfahren im gemeinsamen Planungsraum Berlin-Brandenburg näher ausgestaltet.
Außerdem können landesrechtliche Vorschriften für weitere raumbedeutsame Planungen und Maßnahmen von überörtlicher Bedeutung ein Raumordnungsverfahren vorsehen, da der Bund seine konkurrierende Gesetzgebungskompetenz für die Raumordnung aus Art. 74 Abs. 1 Nr. 31 GG im ROG nicht abschließenden in Anspruch genommen hat.
Im ROV werden insbesondere die Übereinstimmung mit den Erfordernissen der Raumordnung und die Abstimmung mit anderen raumbedeutsamen Planungen und Maßnahmen geprüft. Gegenstand der Prüfung sollen auch ernsthaft in Betracht kommende Standort- oder Trassenalternativen sein (§ 15 Abs. 1 Satz 2, 3 ROG).
Das ROV hat keine unmittelbare Rechtswirkung, ist aber in den nachfolgenden Planungs- und Genehmigungsverfahren zu berücksichtigen.

## Aufgaben
Ein ROV hat die Aufgabe, die Übereinstimmung des konkreten Vorhabens mit den Zielen und Grundsätzen der Raumordnung und der Landesplanung zu überprüfen. Es ist querschnittsorientiert und integriert somit ökonomische, ökologische, kulturelle und auch soziale Aspekte. Es soll für den Investor Planungssicherheit, auf Basis einer breit angelegten Beteiligung Vorhabensoptimierung und in der Öffentlichkeit Akzeptanz für das Vorhaben schaffen.
Es bildet eine Informations- und Beurteilungsbasis für nachfolgende Zulassungsverfahren.

## Ablauf
Ein ROV kann entweder von Amts wegen oder auf Initiative eines Projektträgers eingeleitet werden.
Zuerst wird die Notwendigkeit des Verfahrens überprüft:
- Wie ist der Planungsstand der Raumordnung und Landesplanung?
- Ist das Vorhaben raumbedeutsam?
- Liegen Planänderungen vor?

Danach wird das ROV durch die zuständige Planungsbehörde vorbereitet. In vielen Bundesländern ist dies üblicherweise die Mittelinstanz (Bezirksregierung / Regierungspräsidium). Die notwendigen Planunterlagen werden erstellt und die in ihren Belangen berührten öffentlichen Stellen werden beteiligt. Im Vorfeld des Verfahrens findet eine Antragskonferenz statt, in der über das Vorhaben informiert und der Untersuchungsrahmen festgelegt wird. Im Anschluss kann das ROV durch Zusendung der Unterlagen förmlich eröffnet werden.
Im Rahmen der Öffentlichkeitsbeteiligung werden dann die Pläne erörtert und ggf. überarbeitet. Gleichzeitig werden die Programm- und Planungsträger beteiligt und eventuelle Verfahrensprobleme diskutiert.

## Abschluss
Nach Abschluss wird das ROV nicht rechtsverbindlich. Es ist als "sonstiges raumordnerisches Erfordernis" von Behörden und anderen Planungsträgern zu berücksichtigen (§ 3 Abs. 1 Nr. 4 ROG). Das ROV endet mit einer positiven, einer an Bedingungen geknüpften oder einer negativen Beurteilung. Für diese werden in den Bundesländern unterschiedliche Begriffe verwandt (so z. B.: raumordnerische Beurteilung [Baden-Württemberg, Nordrhein-Westfalen, Saarland, Schleswig-Holstein], landesplanerische Feststellung [Niedersachsen], bzw. raumordnerischer Entscheid [Rheinland-Pfalz]).
Grundsätzlich kann es 3 mögliche Ausgänge geben:
- Das Projekt entspricht den Anforderungen der Raumordnung und Landesplanung. Es gibt keine Probleme bei der Umsetzung.
- Das Projekt entspricht nicht den Anforderungen der Raumordnung und Landesplanung. Als Alternative kann auf Initiative der Politik nun nur noch ein sogenanntes Zielabweichungsverfahren angestrebt werden.
- Das Projekt entspricht mit Maßgaben den Anforderungen der Raumordnung und Landesplanung. In diesem Fall werden dem Projektträger Auflagen gestellt, z. B. Ausgleichsmaßnahmen oder Lärmschutzmaßnahmen (dies ist der Fall, der am häufigsten vorkommt).